# Symposiachrus barbatus
A Symposiachrus barbatus a madarak osztályának verébalakúak (Passeriformes) rendjébe és a császárlégykapó-félék (Monarchidae) családjába  tartozó faj.

## Rendszerezése
A fajt Sidney Dillon Ripley ausztrál zoológus és ornitológus írta le 1959-ben, a Monarcha nembe Monarcha barbata néven.

## Alfajai
- Symposiachrus barbatus barbatus (E. P. Ramsay, 1879)
- Symposiachrus barbatus malaitae (Mayr, 1931)[2] vagy Symposiachrus malaitae[1]

## Előfordulása
Pápua Új-Guinea keleti részén és a Salamon-szigetek területén honos. Természetes élőhelyei a szubtrópusi vagy trópusi síkvidéki esőerdők. Állandó, nem vonuló faj.

## Megjelenése
Testhossza 17 centiméter.

## Természetvédelmi helyzete
Az elterjedési területe még nagy, de gyorsan csökken, egyedszáma szintén csökken. A Természetvédelmi Világszövetség Vörös listáján mérsékelten fenyegetett fajként szerepel.